# Dzietrzychowice
Dzietrzychowice (prononciation : [d͡ʑɛtʂɨxɔˈvit͡sɛ]) est un village polonais de la gmina de Żagań dans le powiat de Żagań de la voïvodie de Lubusz dans l'ouest de la Pologne.
Il se situe à environ 6 kilomètres au nord-est de Żagań (siège de le powiat) et 34 kilomètres au sud de Zielona Góra (siège de la diétine régionale).
Le village comptait approximativement une population de 800 habitants en 2006.

## Histoire
Le nom allemand du village était Dittersbach.
Après la Seconde Guerre mondiale, avec les conséquences de la Conférence de Potsdam et la mise en œuvre de la ligne Oder-Neisse, le village est intégré à la République populaire de Pologne. La population d'origine allemande est expulsée et remplacée par des polonais.
De 1975 à 1998, le village appartenait administrativement à la voïvodie de Zielona Góra.

Depuis 1999, il appartient administrativement à la voïvodie de Lubusz.